# Grażyna Strumiłło-Miłosz
Grażyna Strumiłło-Miłosz (ur. 22 czerwca 1937 w Nowogródku, zm. 6 października 2018 w Warszawie) – polska dziennikarka, publicystka i autorka książek dla dzieci oraz tłumaczka z języka rosyjskiego. Była drugą żoną Andrzeja Miłosza, bratową Czesława Miłosza oraz ciotką Anthony’ego Milosza.

## Życiorys
Jej dziadkiem był Kazimierz Kulwieć. Grażyna Strumiłło urodziła się w 1937 roku w Nowogródku, który po wojnie polsko-bolszewickiej był w granicach II Rzeczypospolitej. Po agresji ZSRR na Polskę rodziny Strumiłłów i Kulwieciów zostały 10 lutego 1940 deportowane, Grażyna miała wówczas dwa latka, znad Świtezi na sześć lat do strefy przypolarnej Syberii w obwodzie archangielskim. Kazimierz Kulwieć zmarł 14  lutego 1943 pod Archangielskiem. Z obczyzny Grażyna Strumiłło, siostra Hanna i ich matka powróciły w 1946 jako repatriantki do Torunia, gdzie przed wojną od 1929 do 1940 mieszkał Kazimierz Kulwieć.
Po maturze rozpoczęła studia historyczne na Uniwersytecie Mikołaja Kopernika w Toruniu. Około 1960 roku poznała reżysera Andrzeja Miłosza. W wieku 24 lat została jego żoną 7 lipca 1961 w Warszawie. Zamieszkali przy Alei Wyzwolenia oraz napisali wspólnie trzy przewodniki turystyczne na temat Azji Środkowej, Kaukazu i Zakaukazia.
Grażyna Strumiłło-Miłosz razem z dagestańską pisarką Fazu Alijewą napisała w 1979 roku poradnik kulinarny Kuchnia narodów Kaukazu. W 1981 roku wydała poradnik Kuchnia gruzińska. W latach 1987–1989 ukazały się jej dwie książki dla dzieci, które później zostały dwukrotnie wznowione. Przetłumaczyła z języka rosyjskiego książki Fazu Alijewej, Aleksandra Wampiłowa, Lwa Kopielewa i Leonida Żuchowickiego.

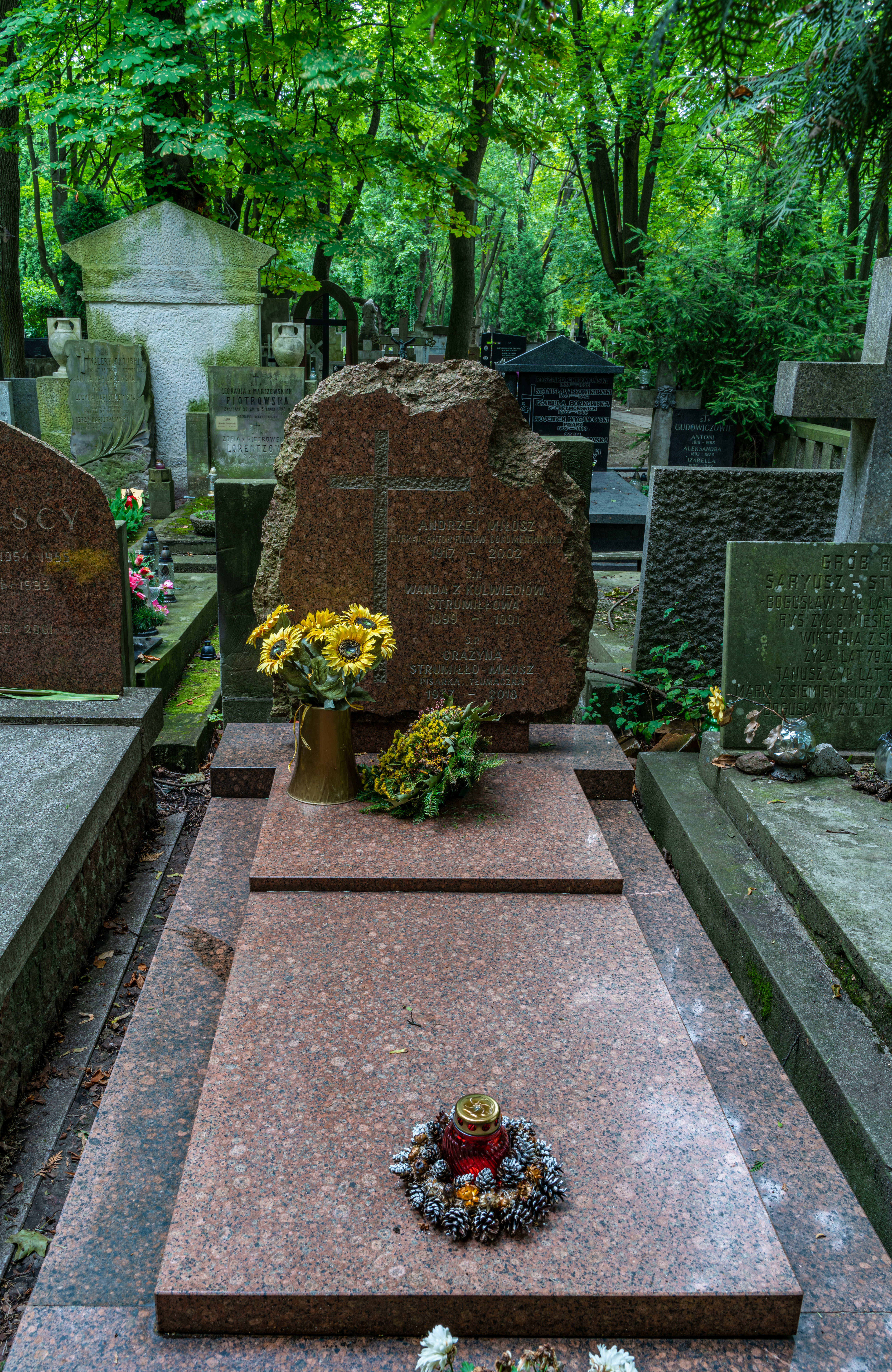
Grób Grażyny Strumiłło-Miłosz na cmentarzu Powązkowskim

Nagrała i spisała wspomnienia matki Wandy z Kulwieciów-Strumiłłowej (1899–1991) Znad Świtezi w głąb tajgi, które opublikowała w 1990 roku w Olsztynie. W przedmowie do pierwszego wydania książki Czesław Miłosz napisał: 

Opina publiczna w Polsce ma prawo wreszcze dowiedzieć się szczegółów o losach setek tysięcy rodzin wywiezionych na rozkaz Stalina, z terenów, które właśnie zajął w wyniku układu z Hitlerem. Miejmy nadzieję, że tak jak stało się w tej książce, zachowa się zapis bezpośrednich świadków.

Dokonała również w latach od 1979 do 1993 przekładu tekstów do filmów oraz adaptacji filmowych. Współpracowała jako tłumaczka dla potrzeb teatru, radia i telewizji, za co otrzymała w 1976 roku nagrodę tygodnika Przyjaźń.
23 sierpnia 1980 roku dołączyła do apelu 64 uczonych, pisarzy i publicystów do władz PRL o podjęcie dialogu ze strajkującymi robotnikami.
Mąż Andrzej zmarł po ciężkiej chorobie 29 września 2002 w Warszawie. W 2011 roku Grażyna Strumiłło-Miłosz wraz z córką Andrzeja Miłosza, poetką Joanną Miłosz-Piekarską, przekazała „Archiwum Rodziny Miłoszów” dla Biblioteki Narodowej w Warszawie. Była długoletnim członkiem i skarbnikiem warszawskiego oddziału Stowarzyszenia Pisarzy Polskich.
Grażyna Strumiłło-Miłosz zmarła w wieku 81 lat w Warszawie. Uroczystości pogrzebowe odbyły się 18 października 2018 na cmentarzu Powązkowskim.

## Publikacje

### Przewodniki turystyczne i reportaże
- z Andrzejem Miłoszem: Uśmiech bez parandży. Z reporterskich wędrówek po radzieckiej Azji Środkowej. 1973.
- Radziecka Azja Środkowa. 1979.
- z Andrzejem Miłoszem: Kaukaz. 1979.
- z Andrzejem Miłoszem: Kaukaz i Zakaukazie. Mały przewodnik turystyczny. 1981.

### Poradniki kulinarne
- z Fazu Alijewą: Kuchnia narodów Kaukazu. 1979.
- Kuchnia gruzińska. 1981 i 1990, ISBN 83-03-03026-4.

### Książki dla dzieci
- Dundzia, Panek i przyjaciele. 1987, 2011 i 2013.
- Pod szczęśliwą kocią gwiazdą. 1989, 1993 i 2011.

### Wspomnienia
- z Wandą Strumiłłową: Znad Świtezi w głąb tajgi. Rozmowy z moją matką. Wydawnictwo Pojezierze, Olsztyn 1990, ISBN 83-70-02389-4 → Wyd. Dolnośląskie, Wrocław 1992, ISBN 83-7023-515-8.

### Tłumaczenia (wybór)
- Fazu Alijewa: Sto pięćdziesiąt warkoczyków panny młodej. 1976.
- Fazu Alijewa: Kosz dojrzałych wiśni. 1979.
- Aleksandr Wampiłow: Anegdoty prowincjonalne. (dramat), 1975.
- Aleksandr Wampiłow: Dom z widokiem na pola. (dramat), 1978
- Aleksandr Wampiłow: Wroni gaj. (dramat)
- Aleksandr Wampiłow: Sukces. (dramat)
- Aleksandr Wampiłow: Dwadzieścia minut z aniołem i inne utwory sceniczne. (książka), 1980. ISBN 83-08-00314-1.
- Edward Radzinski: Łunin, czyli śmierć Kubusia Fatalisty. (dramat), 1980
- Leonid Żuchowicki: Zatrzymaj się, spójrz za siebie. Książka i Wiedza, 1982, ISBN 83-05-11019-2.
- Lew Kopielew: Bożyszcza mojej młodości. 1990.